# 東京都歴史文化財団
公益財団法人東京都歴史文化財団（とうきょうとれきしぶんかざいだん）は、東京都墨田区に所在する公益財団法人。
財団法人の東京都文化振興会（1982年設立）と江戸東京歴史財団（1990年設立）が、1995年に統合し、東京都歴史文化財団になった。2010年4月に公益財団法人へ移行している。

## 事業
2025年現在、以下の施設の管理・運営を行っている。
- 東京都庭園美術館（港区白金台）
- 東京都江戸東京博物館（墨田区横網）
- 江戸東京たてもの園（小金井市）
- 東京都写真美術館（目黒区三田）
- 東京都現代美術館（江東区三好）
- 東京都公園通りギャラリー（渋谷区神南、渋谷区立勤労福祉会館1F）
- 東京都美術館（台東区上野公園）
- トーキョーアーツアンドスペース（TOKAS本郷、TOKASレジデンシー(墨田区内)）
- 東京文化会館（台東区上野公園）
- 東京芸術劇場（豊島区西池袋）
- 水天宮ピット（中央区日本橋箱崎町）

また内部機構として「アーツカウンシル東京」を置き、芸術文化を行う個人や団体への助成事業を実施している。